# Guabiruba
Guabiruba is een gemeente in de Braziliaanse deelstaat Santa Catarina. De gemeente telt 17.316 inwoners (schatting 2009).

## Aangrenzende gemeenten
De gemeente grenst aan Blumenau, Botuverá, Brusque en Gaspar.